# Zbigniew Konieczko
Zbigniew Konieczko (ur. 19 września 1964 w Tychach) – polski piłkarz grający na pozycji pomocnika.

## Kariera
Karierę piłkarską Konieczko rozpoczął w klubie Polonia Bytom. W sezonie 1984/1985 awansował do kadry pierwszej drużyny i zadebiutował w niej w drugiej lidze polskiej. W sezonie 1985/1986 awansował z Polonią do pierwszej ligi. W sezonie 1986/1987 Polonia wróciła do drugiej ligi. Wiosną 1988 Konieczko przeszedł do Piasta Gliwice, a latem 1989 wrócił do Polonii, w której grał do zakończenia sezonu 1992/1993.
W 1993 roku Konieczko został piłkarzem pierwszoligowego Sokoła Pniewy. W 1995 roku klub ten zmienił nazwę na Sokół Tychy, a w sezonie 1996/1997 wycofał się z rozgrywek ekstraklasy.
W 1997 roku Konieczko został zawodnikiem Polonii/Szombierek Bytom. Wiosną 1999 grał w TKS Tychy, a w latach 2001-2005 występował w GKS Tychy, w którym zakończył karierę.
Ogółem w polskiej ekstraklasie Konieczko rozegrał 128 meczów i strzelił w nich 2 gole.